# Wilhelm Friedrich Laur

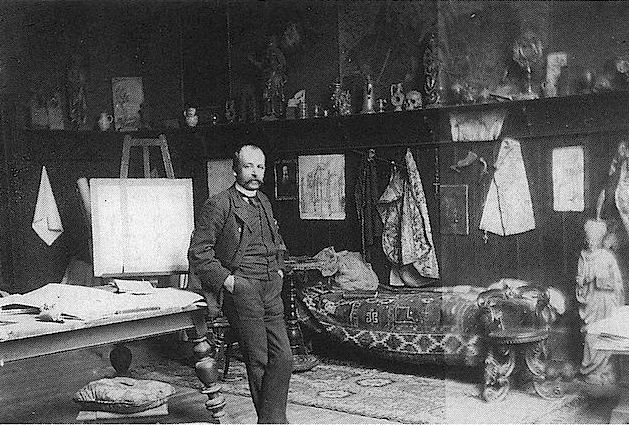
Wilhelm Friedrich Laur in seinem Hechinger Arbeitszimmer (um 1900)

Wilhelm Friedrich Laur (geb.  31. März 1858 in Lennep; gest. 7. Februar 1934 in Tübingen) deutscher Architekt und erster Landeskonservator für Hohenzollern.

## Leben und Wirken
Der Sohn von Wilhelm Laur (1820–1901) und Maria, geb. Horn (1827–1890) stammte aus einer Architektenfamilie. Der Vater war preußischer Kreisbaumeister in Lennep, wo Friedrich Wilhelm seine Kindheit verbrachte. 1866 wurde Wilhelm Laur nach Sigmaringen versetzt, wo auch sein Bruder Josef Laur (1817–1886) als fürstlich hohenzollerischer Oberbaurat tätig war.
Wilhelm Friedrich studierte ab 1876 Architektur an den Technischen Hochschulen in Stuttgart (bis 1877), wo er Mitglied des Corps Teutonia wurde, und Wien (1879–1880), anschließend an der Akademie der Bildenden Künste in Wien (bis 1883). Nach zweijähriger Tätigkeit beim erzbischöflichen Bauamt in Freiburg im Breisgau ließ sich Laur 1886 als Privatarchitekt in Sigmaringen nieder. Durch Vermittlung des Vaters erhielt Laur 1887 den Auftrag zur Inventarisierung der Kunstdenkmäler in den Hohenzollernschen Landen, die er bis 1896 zusammen mit dem Sigmaringer Hofrat Karl Theodor Zingeler durchführte. Mit Abschluss der Arbeiten wurde Laur zum Landeskonservator der Hohenzollernschen Landen ernannt, eine ehrenamtliche Tätigkeit, die er bis zu seinem Tod ausübte.
Die Aufsicht über die Baudenkmäler war die wichtigste Aufgabe des Landeskonservators; seine Gutachten im Vorfeld von Baumaßnahmen führten häufig auch zu Aufträgen für den Architekten, vor allem auf dem Gebiet des Kirchenbaus. Umgekehrt entwickelten sich durch die Arbeit des Architekten kunsthistorische Forschungen, etwa der Kunstdenkmälerband der Stadt Haigerloch (1913) nach umfangreichen Sanierungsarbeiten an der Haigerlocher Schlosskirche 1905/06.
Zusammen mit Albert Waldenspul überarbeitete Laur in den folgenden Jahren nach und nach das Denkmälerinventar des Kreises Hechingen. Als Landeskonservator oblag Laur auch die Sicherung archäologischer Funde und landeskundlich wertvoller Kunstwerke. Auf der Burg Hohenzollern wurde zu diesem Zweck auf Laurs Initiative 1922 die Hohenzollerische Landessammlung gegründet, um die Altertümerbestände zentral zu deponieren und den Kern der Sammlung für die Öffentlichkeit präsentieren zu können.
Nach einem berufsbedingten Umzug nach Friedrichshafen (1911) engagierte sich Laur hier als Kustos der Sammlungen des Vereins für Geschichte des Bodensees und seiner Umgebung, die 1912 in den Kreuzlinger Hof umgezogen waren. Laur hatte die Neueinrichtung des Bodenseemuseums in dem früheren württembergischen Kameralamt übernommen, das 1927 in städtische Trägerschaft überführt wurde. Daneben war Laur zwischen 1912 und 1931 württembergischer Bezirksdenkmalpfleger im Oberamt Tettnang.

## Bauten (Auswahl)
Horb-Neckarhausen, St. Ulrichskapelle (1889/91); Langenenslingen, Pfarrkirche St. Konrad (1889/93); Kaiseringen, Allerheiligenkapelle (1893); Ostrach, Katholische Pfarrkirche St. Pankratius, neugotisches Langhaus (1897/99); Haigerloch-Stetten, Pfarrkirche St. Michael (1898); Hechingen-Schlatt, Filialkirche St. Dionys (1899/1901); Hechingen-Stein, Pfarrkirche St. Markus, Turmneubau (1901); Ostrach, Denkmalkapelle (1903, Schlacht bei Ostrach 1799); Hettingen, Schulhaus (1903); Hechingen-Boll, Katholische Pfarrkirche St. Nikolaus (1903); Hechingen, Evangelische Pfarrkirche (Johanneskirche), Erweiterung der 1856/57 nach Plänen von Friedrich August Stüler errichteten Kirche (1904/06); Hechingen, Trauerhalle auf dem jüdischen Friedhof (1907); Achberg, Krankenhaus (1908/09); Ostrach-Habsthal, Pfarrkirche St. Stephan (Klosterkirche), Umbau (1909), Restaurierung (1928); Oberndorf am Neckar, Bergkapelle (1910); Burladingen, Schulhaus (1910); Friedrichshafen, Villa Fehl (1910); Sigmaringen, Josefinenstraße 8, Handwerkskammer (1913 heute Bildungsakademie Sigmaringen); Lautlingen, Pfarrkirche St. Johannes der Täufer (1913); Bingen-Hochberg, Pfarrkirche St. Wendelin (1913/14); Friedrichshafen, Erweiterung Karl-Olga-Krankenhaus (1913/14); Langenargen, Institut für Seenforschung (1924); Straßberg, Pfarrkirche St. Verena, Langhauserweiterung (1922); Wald, Pfarrkirche St. Bernhard (Klosterkirche), Restaurierung (1926/27); Friedrichshafen, St. Petrus Canisius (1927 mit Hugo Schlösser); Burladingen-Hörschwag, Filialkirche St. Mauritius (1928)

## Schriften (Auswahl)
- Die Bau- und Kunstdenkmäler in den Hohenzollernschen Landen, bearbeitet im Auftrag des Hohenzollernschen Landesausschusses von Karl Theodor Zingler und Wilhelm Friedrich Laur, Stuttgart: Neff 1896
- Die Kunstdenkmäler der Stadt Haigerloch. Dargestellt und im Auftrag des Hohenzollernschen Landesausschusses hrsg. von Wilhelm Friedrich Laur, Stuttgart: Meyer-Ilschen 1913
- Esaias Gruber der Alt und Jung, zwei Lindauer Bildhauer. Ein Beitrag zur Geschichte der Renaissanceplastik am Bodensee, Lindau: Stettner 1933
- Die Hohenzollerische Landessammlung auf Burg Hohenzollern. In: Schwäbisches Heimatbuch 19 (1933), S. 61–66.
- Die Kunstdenkmäler Hohenzollerns, Bd. 1: Kreis Hechingen, bearb. von Friedrich Hossfeld und Hans Vogel. Vorarbeiten von Wilhelm Friedrich Laur und Albert Waldenspul. Hechingen: Holzinger & Co. 1939